# Acalypha botteriana
Acalypha botteriana är en törelväxtart som beskrevs av Johannes Müller Argoviensis. Acalypha botteriana ingår i släktet akalyfor, och familjen törelväxter. Inga underarter finns listade i Catalogue of Life.